# The Breakdown of Nations
Dans son ouvrage The Breakdown of Nations, l’écrivain autrichien Leopold Kohr retrace les méfaits de l'unification et de la centralisation. Il avance plusieurs arguments, notamment l’argument culturel, en faveur de l’Effondrement des Puissances, nom sous lequel l'ouvrage a été traduit en 2018 et préfacé par Olivier Rey.
« Avec ses visions prophétiques, ses idées originales, ses saillies provocatrices, son analyse sceptique, lucide et ironique de la nature humaine dans la lignée de Schopenhauer, cet ouvrage est plus que jamais d’actualité en ce début de XXIe siècle, période de globalisation et d’hubris démesuré. Il est la porte d’entrée exaltante d’une réflexion subversive ».
Certes, à la suite de sa parution en 1957, le critique Frank Pentland Chambers avait trouvé le livre exaspérant, l’exposé et le style de l’auteur rébarbatif. Quand bien même son argumentaire serait fondé, l’écrivain autrichien répète à l’excès que l’évolution de notre vie politique et économique vers des concentrations toujours plus grandes n’a que des conséquences néfastes.

## Chapitre 3: Désunion tout de suite
En 1941, Kohr publie dans le magazine d’inspiration catholique new-yorkais The Commonweal son article « Disunion Now » [La désunion maintenant : un plaidoyer pour une société basée sur de petites unités autonomes], où l’on retrouve en embryon la substance de sa thèse.
Au lieu d'essayer désespérément de gonfler les talents limités de l'homme à un niveau permettant de faire face à l'énormité, l'énormité est découpée jusqu'à une taille où elle peut être gérée même par les talents limités de l'homme.

« Il est donc tout à fait vrai qu'un monde de petits états pourrait ne pas être du tout paisible, mais être constamment bouillonnant de guerres telles que celles qui caractérisaient le Moyen Âge. Mais à quoi ressemblaient donc ces fameuses guerres médiévales ? Le Duc de Tyrol aurait déclaré la guerre au Margrave de Bavière parce que le cheval de quelqu'un avait été volé. La guerre dura deux semaines. Il y eut un mort et six blessés. Un village fut pris, et tout le vin qui était dans la cave de l'auberge bu. On fit la paix, et la somme de cent thalers fut payée en réparations. L'Archevêché de Salzbourg et la Principauté de Liechtenstein tout proches entendirent parler de l'événement quelques semaines plus tard et le reste de l'Europe n'en entendit jamais parler. »

## Chapitre 7: La gloire du Petit: l'argument culturel
Leopold Kohr remet en cause directement l'ambition uniformisatrice et la soif expansionniste des états-nations. Ce ne sont malheureusement pas les seuls processus destructeurs. Aujourd'hui, l'unification des cultures vénitienne, frioulane, lombarde, gênoise, piémontaise et valôtaine dans une grande et hypothétique Padanie relève de la même logique que l'unification des cultures provençale, nissarde, cévenole, auvergnate, limousine, gasconne et béarnaise dans une vaste et illusoire Occitanie.
Pour l’auteur, cela ne fait aucune différence que le peuple concerné soit allemand, français, italien ou anglais, « partout où le processus d'union en vient à sa conclusion logique, la fertilité culturelle se flétrit ».Les exemples de productivité culturelle nous viennent des cités-états de la Grèce antique, de la multitude des états féodaux du Moyen Âge occidental, et non des grands empires qui leur ont succédé. Ce fut non l'Empire romain, mais 

« la petite unité, la cité indépendante grecque, où chacun connaissait celui qui arrivait, qui produisit des géants intellectuels tels que Thucydide et Aristophane, Héraclite et Parménide. »

Même l'Angleterre du XVIIe siècle forme un exemple révélateur car ce fut durant cette période d'insignifiance avec une population de seulement quatre millions d'habitants « qu'elle produisit la part principale de sa grande contribution à notre civilisation —Shakespeare, Marlowe, Ben Jonson, Lodge et bien d'autres qui demeurent inégalés dans l'univers de la littérature ». Ce n'est d’ailleurs pas une coïncidence si, au XXe siècle, « beaucoup de contributeurs les plus éminents et les plus fertiles de la littérature anglaise moderne, Shaw, Joyce, Yeats ou Wilde, furent Irlandais, membre d'une des nations les plus petites du monde ».
Mais, rien n'illustre mieux le génie du Kleinstaaterei que l'Italie et l'Allemagne de la période moderne, c'est-à-dire avant leur unification.

« Le désordre des états que furent Naples, la Sicile, Florence, Venise, Gênes, Ferrare, Milan produisit Dante, Michel-Ange, Raphaël, Titien, Le Tasse, et des centaines d'autres dont même le dernier semble exceptionnellement plus grand que le plus grand artiste d'Italie [...] Le désordre des États que furent la Bavière, le Bade, Francfort, la Hesse, la Saxe, Nuremberg produisit Goethe, Heine, Wagner, Kant, Dürer, Holbein, Beethoven, Bach. »

Ce sont les petits états réactionnaires d'Italie et d'Allemagne qui ont donné au monde des magnifiques cités, des cathédrales, des opéras, des artistes, des princes… Pour Kohr, la majorité écrasante des créateurs de notre civilisation sont des fils et des filles de petits États. Et « chaque fois que de productives régions furent unifiées et moulées dans le cadre formidable de grands pouvoirs, elles cessèrent d'être des centres de culture ».

## Chapitre 11: Mais le fera-t-on?

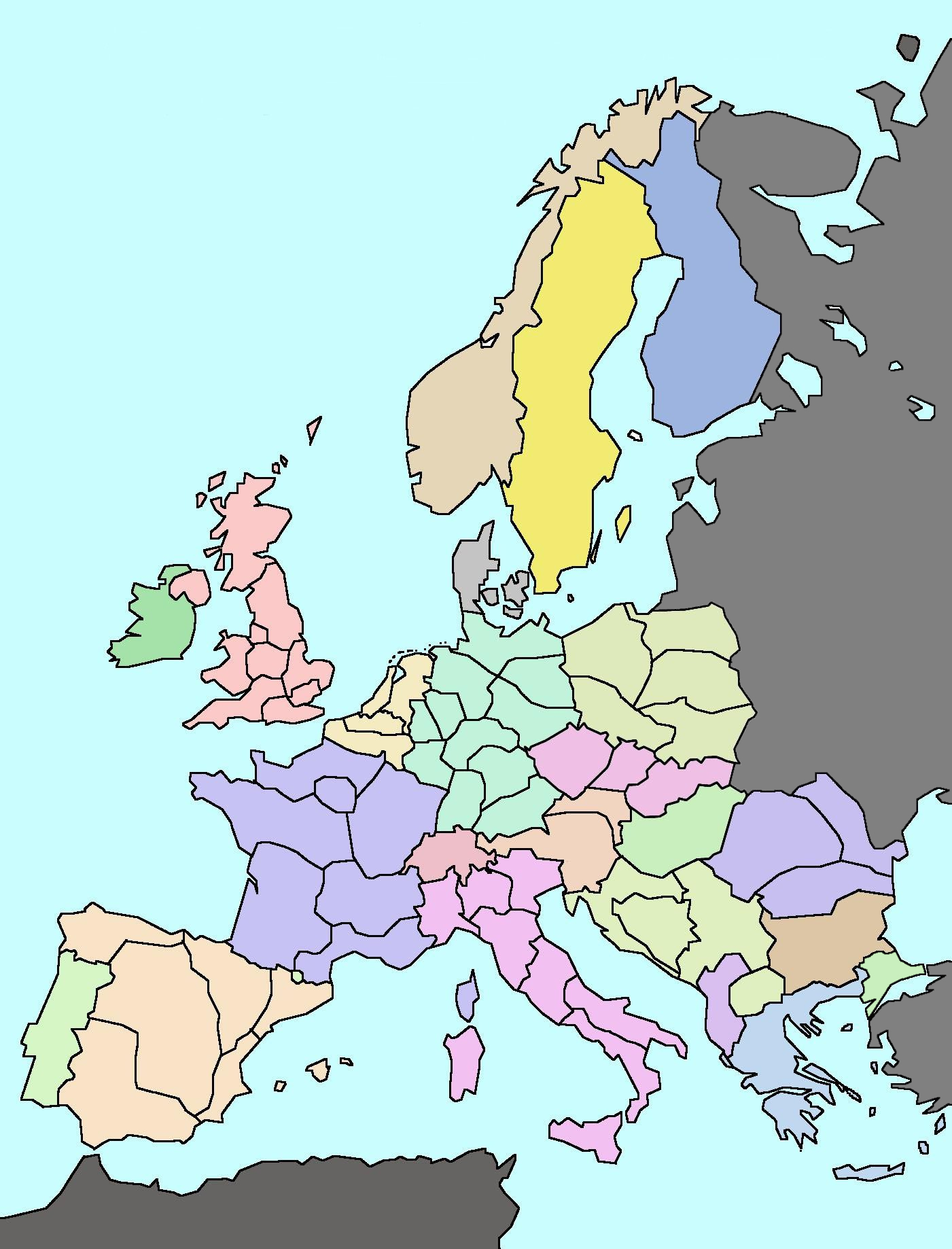
Carte d'une fédération européenne constituée de petits états

Le théoricien politique autrichien y expose d’abord pourquoi, selon lui, il est nécessaire de dépecer les grandes nations et ensuite sa stratégie pour y arriver. Sans l'ouvrage, quand il posait la question « Le fera-t-on ? », sa réponse était : « Non ! On ne le fera pas ! ». Kohr ne croit guère que l’on puisse convaincre une grande nation d’abandonner sa puissance :

« Englouties dans un marais d’émotivité infantile et attachant une valeur phénoménale au fait qu’elles sont grandes et puissantes, elles ne peuvent être persuadées d’opérer leur propre dissolution. Mais, étant infantiles et émotionnelles, on peut les y amener par la ruse. Alors, qu’elles rejetteraient leur division, si elle leur était présentée comme une exigence, elles pourraient tout à fait la désirer, si on la leur offrait sous l’apparence d’un cadeau. Ce cadeau serait : la représentation proportionnelle dans les instances dirigeant l’union fédérale dont elles font partie. L’acceptation de cette offre ne causerait rien moins que leur disparition finale. »